# セギル駅 (江原道)
北緯39度10分38秒 東経127度22分49秒 / 北緯39.1773度 東経127.3804度座標: 北緯39度10分38秒 東経127度22分49秒 / 北緯39.1773度 東経127.3804度
セギル駅（세길역）は、朝鮮民主主義人民共和国（北朝鮮）江原道元山市に位置する朝鮮民主主義人民共和国鉄道省江原線および松涛園線の駅である。

## 歴史
- 1915年8月1日：徳源駅として開業[1]。
- 2010年代：セギル駅に改称。